# Grounded for Life
Grounded for Life is een Amerikaanse komedieserie die voor het eerst werd uitgezonden van 10 januari 2001 tot en met 28 januari 2005. Choreograaf Kenny Ortega werd voor zijn werk hieraan in 2001 genomineerd voor een Primetime Emmy Award.

## Uitgangspunt
Sean en Claudia zijn New Yorkers van Iers-Italiaanse afkomst. Ze zijn getrouwd en ouders van hun eerste kind, dochter Lily, geworden toen ze allebei achttien jaar oud waren. Ze is inmiddels een tiener en het huishouden is sindsdien uitgebreid met zonen Jimmy en Henry. Hoewel Sean en Claudia hun kinderen als verantwoordelijke ouders willen opvoeden, voelen ze zichzelf ook nog zo jong dat ze hun voorbeeldrol soms uit het oog verliezen. Ze beseffen maar al te goed dat ze zichzelf mogelijkheden hebben ontnomen doordat ze al op heel jonge leeftijd een gezin met kinderen werden.
Sean en Claudia krijgen vrijwel dagelijks Eddie, Seans jongere broer, over de vloer. Principes als verantwoordelijkheid en legaliteit komen doorgaans niet voor in zijn verhalen en ideeën. Daarnaast valt ook buurjongen Brad regelmatig binnen. Hij is helemaal weg van Lily, maar Eddie en hij zijn ook allebei behoorlijk onder de indruk van het uiterlijk van Claudia.

## Cast
| Acteur           | Personage              |
| ---------------- | ---------------------- |
| Megyn Price      | Claudia Finnerty       |
| Donal Logue      | Sean Finnerty          |
| Kevin Corrigan   | Eddie Finnerty         |
| Griffin Frazen   | Jimmy Finnerty         |
| Lynsey Bartilson | Lily Finnerty          |
| Jake Burbage     | Henry Finnerty         |
| Bret Harrison    | Bradley 'Brad' O'Keefe |
| Richard Riehle   | Walt Finnerty          |

## Hoofdpersonages
- Sean Finnerty (Donal Logue) - Hij werkte eerst als arbeider voor de aanleg van een ondergrondse metrolijn. Later bezit en opent hij met zijn broer Eddie, een bar, de Red Boot Pub. Hij heeft drie (later vier) kinderen. Sean heeft vaak driftaanvallen, en daarom heeft hij vaak ruzie, dan eens met zijn vader Walt die hem vaak veroordeelt, dan met zijn onverantwoordelijke broer Eddie, en ook nog met de hoofdnon op de school van zijn kinderen, zuster Helen.
- Claudia Finnerty (geboortenaam: Bustamante) (Megyn Price) (32-36 jaar) - Claudia werd zwanger in het middelbaar en trouwde uiteindelijk met Sean Finnerty. Eerst heeft ze een baan als hostess in het Soho restaurant en in latere seizoenen volgt ze lessen om alsnog een diploma te halen op de hogeschool in het Wadsworth-college. In het vijfde seizoen wordt ze zwanger en bevalt ze van een meisje, Gracie Finnerty, die ze eigenlijk Rose wilde noemen.
- Eddie Finnerty (Kevin Corrigan) - De zorgeloze broer/nonkel van de familie. Voordat hij de bar opende met zijn broer waren zijn banen eerder verdacht en mogelijk illegaal (bijvoorbeeld wanneer hij een doos brengt in het huis van de Finnerty's en weigert te vertellen wat de inhoud ervan is maar Sean vertelt wanneer die ermee schudt "Dat is niet slim"). Verschillende scènes met hem veroorzaken chaos met zijn broer en schoonzuster (zoals wanneer hij een pornofilm draait in hun living). Eddie vertelt soms over zijn (onschuldige) seksuele fantasieën/zwak voor Claudia. Maar ook nadat hij met zijn broer de bar opent, geraakt hij op duistere wijze aan allerhande materialen. Ook tracht hij problemen op te lossen via duistere kanalen. Hij is (bijna) altijd in de serie aanwezig.
- Lily Finnerty (Lynsey Bartilson) (14-18 jaar) - De zotte en zeer beïnvloedbare tiener ligt vaak in ruzie met haar ouders. Hoewel ze hem eerst ambetant vindt, wordt ze later verliefd op haar buurjongen, Brad O'Keefe, na door hem ontmaagd te zijn op haar 16de verjaardag. Lily ontmoet Dean in de aflevering "Bang on the Drum" en blijven samen tot de finale van seizoen drie wanneer ze een koppel vormt met Brad op Lily's zestiende verjaardag. Ze blijven afspreken doorheen de serie, en hun relatie en hun problemen vormen menige keren het centrale onderwerp van een aflevering.
- Jimmy Finnerty (Griffin Frazen) (12-15 jaar) - Het zwarte schaap van de familie. Jimmy's keuzes worden niet altijd geaccepteerd door zijn ouders en gezinsleden (bijvoorbeeld wanneer hij kiest om een vegetariër te worden). Daardoor trekt hij meer op met zijn oom Eddie. Hij discuseert bijna altijd met zijn broertje Henry.
- Henry Finnerty (Jake Burbage) (8-12 jaar) - De jongste van de familie, Henry, verdween in het begin van het 5de seizoen. Eigenlijk is hij niet meer echt te zien in het 5de seizoen, maar hij wordt wel een paar keer vermeld. In de andere seizoenen was Henry een altijd opgewekte en simpele jongen die het meestal wel goed met zijn vader kon vinden. Ook hij discuseert bijna altijd met zijn broer Jimmy.
- Brad O'Keefe (Bret Harrison) (14-18 jaar) - De brave, slimme maar sociaal achterlijke buur, die later Lily's lief wordt op het einde van het derde seizoen. Hij is een wetenschapsnerd en is lid van de schoolclub, de "Sciencenauts". Toevallig is Brad ook de echte naam van de acteur die hem speelt (spreek: Bret).
- Gracie Finnerty (geboren op het einde van de serie) - De finale van de serie eindigt met Claudia die bevalt van Gracie, en het aantal van Finnerty's kinderen brengt tot vier. Gracie zou eerst Rose heten, maar het herinnerde iedereen te veel aan het vrouwelijk personage van Titanic. Ze werd geboren op de dag dat Lily afstudeerde aan de middelbare school, in juni 2005. Megyn Price, die Claudia speelt, noemde haar eerst geboren kind Grace.
- Walt Finnerty - Is de opa van Lily, Jimmy en Henry, en de vader van Sean en Eddie. Is bijna altijd in de serie te zien (net zoals Eddie Finnerty).